# Estampures
Estampures é uma comuna francesa na região administrativa de Occitânia, no departamento dos Altos Pirenéus. Estende-se por uma área de 5,56 km². Em 2010 a comuna tinha 81 habitantes (densidade: 14,6 hab./km²).